# Становништво
Становништво једне географске територије представља скуп људи који живе на њој. Људско становништво је предмет изучавања више наука, као што су демографија, социологија и друштвена географија. Једна од грана екологије је биологија која изучава све врсте на планети Земљи, па и људску врсту. Статистиком становништва се мере промене њеног броја у простору и времену. Најчешће коришћена статистика становништва је Број становника.

## Опис становништва
Опис становништва се може вршити на више начина:
- Описним варијаблама (просечна висина, старосна, полна, образовна структура и слично)
- Генетички (проценом учестаности појединих гена)
- Динамички (наталитет, морталитет, стопа раста, миграције)

## Светско становништво
Оријентационо, на крају епохе Палеолита (15 хиљада година п. н. е.) број становника на земљи био је 3 милиона. До краја Неолита (2 хиљаде година п. н. е) живело је на Земљи 50 милиона људи. На почетку Нове ере, становништво је бројало 230 милиона, а око 1000. године Нове ере, 275 милиона. Милијардити човек је рођен око 1800-е. Године 1900. било нас је 1,6 милијарди, 1960. 3 милијарде, 1993. 5,5 милијарди, 2003. 6,3 милијарди, 2017. у марту 7,4 милијарди, 2022. 7,95 милијарди.
Прогнозира се да ће 2050. године на свету живети 9 милијарди људи.
Неки научници сматрају да свака територија има свој „капацитет“, који ограничава могућност раста становништва. Они тврде да неконтролисан раст становништва води у катастрофу Малтусовог типа. Постоје стручњаци који се не слажу са овом тезом.
У 1993. на свету је живело (у милионима људи): у Европи 728, Азији 3336, Африци 670, Северној и Средњој Америци 442, Јужној Америци 308, Аустралији и Океанији 28.
Државе са највише становника у свету су Кина и Индија.